# Anna Elisabet Weirauch
Anna Elisabet Weirauch (Galatz, 7 de agosto de 1887 - Berlín Occidental, 21 de diciembre de 1970) fue una actriz y escritora alemana.
Hija del fundador director del Banco Nacional de Rumanía, se trasladó en 1891 a Berlín con su madre y sus tres hermanas tras la muerte del padre. Estudió en un instituto para señoritas y recibió clases privadas de canto y actuación.
Realizó su debut en 1903 en el Deutsches Theater de Berlín, donde realizó su primer papel en El cuento de invierno de Shakespeare en una puesta en escena de Max Reinhardt. De 1906 a 1914 perteneció al elenco del Deutsches Theater. Además de en los teatros pertenecientes a Max Reinhardt, hasta finales de la Primera Guerra Mundial también trabajó en Halle y Naumburgo.
Se sabe que por lo menos una vez, en 1917, actuó en el cine mudo, en la película Die Faust des Riesen ('El puño del gigante').
Tras finalizar la Guerra dejó de actuar en el teatro y se dedicó por completo a la literatura. Consiguió una cierta fama sobre todo por la trilogía Der Skorpion (1919, 1921 y 1931), que es considerado como una de las primeras obras de la literatura en alemán que trata del amor lésbico. La obra se editó en EE. UU. entre 1932 y 1975 en varias traducciones.
Weirauch, que desde mediados de la década de 1920 hasta su muerte formaba pareja con Helena Geisenhainer, una holandesa diez años más joven que ella, escribió un total de 60 novelas, que aparecieron menudo por capítulos en revistas y periódicos. Se mantuvo activa durante el Régimen nazi, siendo miembro de la Reichsschrifttumskammer y publicando nada menos que 21 novelas que giraban en torno del destino de mujeres. Sin embargo, no retomó el tema del amor homosexual. Su novela Das Rätsel Manuela ('El enigma Manuela', 1939) fue filmado en 1943 con el título Es lebe die Liebe.
Weirauch se trasladó en 1933 con su compañera a vivir a Gastag en la Alta Baviera, vivió tras la II Guerra Mundial en Múnich y desde 1961 otra vez en Berlín Occidental, donde Geisenhainer y ella vivieron en la residencia para actores retirados Käte-Dorsch-Heim. Ambas fueron enterradas en el cementerio Berlin-Reinickendorf.

## Obra (selección)
- Der Skorpion ('El escorpión', 1919-31)
- Gewissen ('Conciencia', 1920)
- Ruth Meyer ('Ruth Meyer', 1922)
- Ungleiche Brüder ('Hermanos desiguales', 1928)
- Lotte ('Lotte', 1932)
- Das Rätsel Manuela ('El enigma Manuela', 1939)
- Die drei Schwestern Hahnemann ('Las tres hermanas Hahnemann', 1941)